# Рейхмен, Богдан Андреевич
Богда́н Андре́евич Ре́йхмен (род. 26 мая 2002, Евпатория, АР Крым) — российский футболист, полузащитник клуба «Кубань».

## Биография
Футболом начал заниматься в школе клуба «Чайка» из Евпатории. Позднее занимался в школе харьковского «Металлиста». В 2013 году представлял сборную посёлка Заозёрное на турнире в Киеве.  В 2014 году в составе харьковской школы № 20 стал победителем «Кожаного мяча — Кубка Coca-Cola» (для детей до 12 лет), где был признан лучшим игроком турнира.
Воспитанник академии «Краснодара». В 2018 году начал выступление за «Краснодар-3», дебютировал в первенстве ПФЛ 3 августа 2018 года в игре с СКА Ростов-на-Дону, выйдя в конце встречи. В сезоне 2021/22 начал выступления за вторую команду клуба в первенстве ФНЛ. 10 июля 2021 года сыграл свой первый матч в турнире против «Спартака-2», выйдя в стартовом составе.
5 декабря 2021 года дебютировал в составе «Краснодара» в РПЛ в матче с «Сочи», появившись на поле вместо Эдуарда Сперцяна в концовке встречи.
22 июня 2022 года подписал трёхлетний контракт с московским «Торпедо». В зимнее трансферное окно был арендован клубом «КАМАЗ» до конца сезона. 12 сентября 2023 года ФК «Торпедо» сообщил, что контракт с футболистом расторгнут по обоюдному соглашению сторон.
15 сентября 2023 года пополнил ряды «Кубани», подписав годичный контракт с опцией продления еще на 1 год.

## Статистика выступлений
| Выступление      | Выступление       | Выступление      | Лига | Лига | Кубки | Кубки | Итого | Итого |
| Клуб             | Лига              | Сезон            | Игры | Голы | Игры  | Голы  | Игры  | Голы  |
| ---------------- | ----------------- | ---------------- | ---- | ---- | ----- | ----- | ----- | ----- |
| Краснодар        | РПЛ               | 2021/22          | 4    | 0    | 0     | 0     | 4     | 0     |
| Краснодар        | Итого             | Итого            | 4    | 0    | 0     | 0     | 4     | 0     |
| → Краснодар-3    | ПФЛ               | 2018/19          | 3    | 0    | —     | —     | 3     | 0     |
| → Краснодар-3    | ПФЛ               | 2019/20          | 7    | 0    | —     | —     | 7     | 0     |
| → Краснодар-3    | Итого             | Итого            | 10   | 0    | —     | —     | 10    | 0     |
| → Краснодар-2    | Первый дивизион   | 2021/22          | 31   | 3    | —     | —     | 31    | 3     |
| → Краснодар-2    | Итого             | Итого            | 31   | 3    | —     | —     | 31    | 3     |
| Торпедо (Москва) | РПЛ               | 2022/23          | 8    | 0    | 1     | 0     | 9     | 0     |
| Торпедо (Москва) | Итого             | Итого            | 8    | 0    | 1     | 0     | 9     | 0     |
| → КАМАЗ          | Первая лига       | 2022/23          | 13   | 1    | 0     | 0     | 13    | 1     |
| → КАМАЗ          | Итого             | Итого            | 13   | 1    | 0     | 0     | 13    | 1     |
| Кубань           | Первая лига       | 2023/24          | 23   | 1    | 1     | 0     | 24    | 1     |
| Кубань           | Вторая лига («А») | 2024/25          | 36   | 9    | 0     | 0     | 36    | 9     |
| Кубань           | Вторая лига («А») | 2025/26          | 5    | 0    | 1     | 0     | 6     | 0     |
| Кубань           | Итого             | Итого            | 64   | 10   | 2     | 0     | 66    | 10    |
| Всего за карьеру | Всего за карьеру  | Всего за карьеру | 130  | 14   | 3     | 0     | 133   | 14    |

## Достижения
«Краснодар»
- Серебряный призёр молодёжного первенства России: 2020/21